# Athénée royal d'Athus
 (août 2021).
Si vous disposez d'ouvrages ou d'articles de référence ou si vous connaissez des sites web de qualité traitant du thème abordé ici, merci de compléter l'article en donnant les références utiles à sa vérifiabilité et en les liant à la section « Notes et références ».
L’Athénée royal d'Athus est un athénée belge situé à Athus dans la province de Luxembourg. Il fait partie du réseau d’enseignement de la Communauté française de Belgique
L'école assure l'enseignement maternel, primaire et secondaire sur différents sites à travers la localité.

## Histoire
L'Athénée Royal d'Athus fut fondé en 1949 sur un terrain inoccupé de la Rue Neuve, au nord de la cité. Un projet de nouvelle église moderne qui aurait dû accueillir 1500 places était également prévu à cet endroit mais ce fut la construction de l'établissement scolaire qui fut retenu.
C'est le deuxième établissement scolaire de la cité, l'autre étant l'Institut Marie Médiatrice d'Athus (IMMA), une école du réseau d'enseignement catholique, fondé avant l'Athénée.
À l'époque seul un bâtiment fut construit: l'actuel « bloc A » comportant 5 classes (et aujourd'hui des ateliers). Furent ensuite construits les blocs B et C (les deux grands bâtiments parallèles) et la salle de sport. Puis le bloc D et la piste d'athlétisme. Dans les années 1990 un grand abri bus fut construit au devant de la rue, puis, au début des années 2000, un grillage fut mis en place, entourant l'école.
L’établissement dispose de deux entrées: l'entrée principale, au sud, rue Neuve et une entrée au nord, rue de l'Athénée.

## Enseignement

### Enseignement maternel primaire

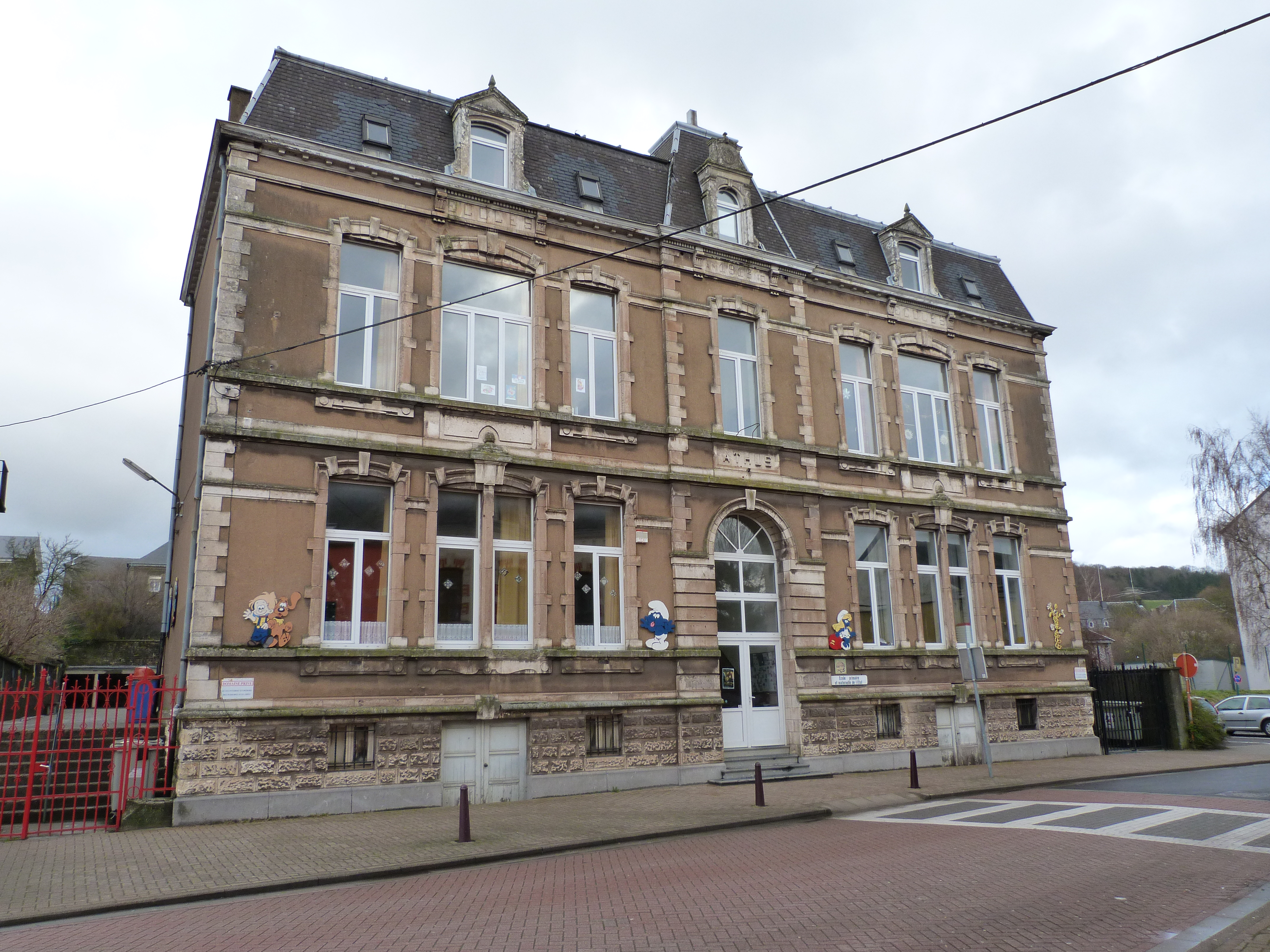
L'école du centre, l'un des quatre sites d’enseignement fondamental de l'Athénée, était autrefois l’hôtel de ville de la commune d'Athus.

L'enseignement fondamental est dispensé sur quatre sites à travers Athus:
- L'école dite « du Centre », rue du Centre (l'ancien hôtel de ville).
- L'école du Home Lorrain, dans le quartier éponyme.
- L'école de la Frontière, Rue de Rodange (non loin de la frontière luxembourgeoise, d'où son nom).
- L'école de Dolberg, dans le quartier éponyme.

### Enseignement secondaire
L'enseignement secondaire est dispensé dans les bâtiments principaux de l'Athénée, rue Neuve.
Il propose la filière générale avec les orientations scientifique, économique et langues modernes, mais aussi quatre options de l'enseignement technique : la bureautique, la comptabilité, le nursing et l'électricité et automatismes. Dans l'enseignement professionnel, l'école propose la menuiserie (jusqu'en 4e P), la puériculture, la mécanique d'entretien et l'aide aux personnes.
Dans l'enseignement général, le latin est toujours proposé en tant qu'activité complémentaire.

## Personnalités
Paul Mathieu (professeur)

## Compléments